# Sanitat
S'entén per Sanitat el conjunt de serveis encaminats a preservar i protegir la salut de la ciutadania.
Depenent de la propietat dels serveis, n'hi ha de dos tipus:
- Pública: els serveis sanitaris depenen dels respectius governs, i és l'encarregada de desenvolupar les polítiques de salut.
- Privada: els serveis sanitaris depenen d'empreses privades.

Tots els països compten amb una sanitat pública, tot i que difereixen entre ells en els serveis mínims que donen als seus ciutadans i ciutadanes. No obstant això, la sanitat privada sol ser present a la majoria d'aquests països, com a complement de la pública. La regla general és que en un país coexisteixin els dos tipus de sanitat, i tinguin per tant un sistema sanitari mixt.
En l'àmbit català, el Servei Català de la Salut, a través dels impostos recaptats, és el que s'encarrega de garantir l'atenció sociosanitària dels ciutadans i les ciutadanes de Catalunya, oferint els serveis sanitaris en diferents centres i institucions sanitàries.